# Euphthiracarus spinus
Euphthiracarus spinus är en kvalsterart som beskrevs av Wojciech Niedbała 2002. Euphthiracarus spinus ingår i släktet Euphthiracarus och familjen Euphthiracaridae. Inga underarter finns listade i Catalogue of Life.